# Lokshen kugel
Pour les articles homonymes, voir Kugel (homonymie).

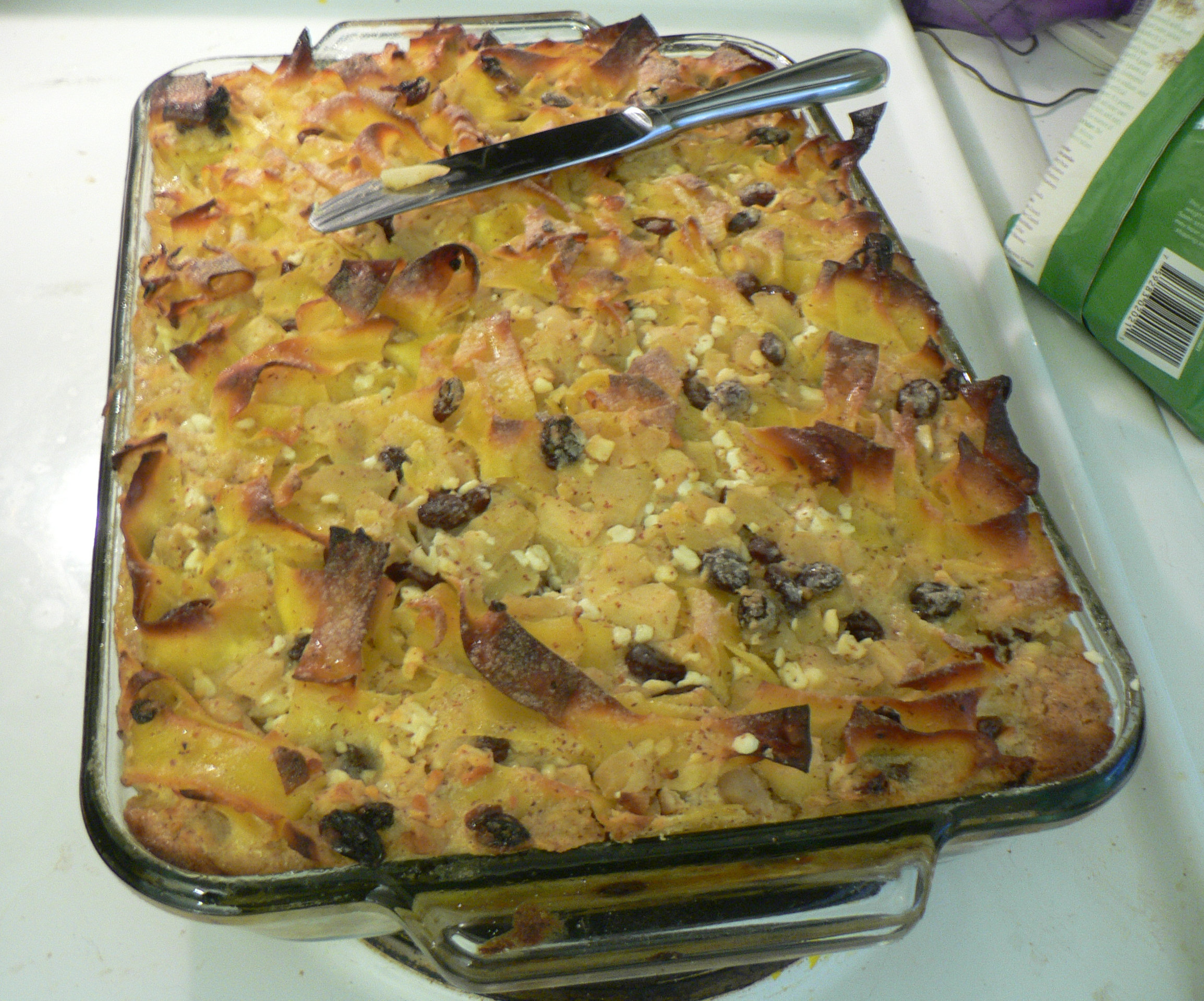
Un plat de lokshen kugel.

Le lokshen kugel, littéralement « gâteau de nouilles » en yiddish, est un plat originaire d’Europe de l’Est, populaire chez les juifs ashkénazes. Il s’agit d’un gratin de pâtes larges agrémentées de fromage, de raisins secs, d’œufs, de cannelle, de crème acidulée et de beurre. 